# Кичо Блуши
Кичо Блуши (на албански: Kiço Blushi) е албански сценарист, политик и писател на произведения в жанра драма. Баща е на писателя и политик Бен Блуши.

## Биография и творчество
Кичо Блуши е роден на 23 август 1943 г. в Корча, Албания. Завършва албанска и руска филология в Тиранския университет. След дипломирането си започва работа като редактор в Албанското обществено радио и телевизия. През 1974 г. става редактор в киностудио „Албфилм“, тогава „Shqipëria e Re“ (Нова Албания).
Първият му сценарий е за филма „Çifti i Lumtur" (Щастлива двойка) през 1975 г. За сценария си за филма „Beni ecën vetë“ (Бен ходи сам) е удостоен с Републиканската награда III клас. През 1979 г. за сценария му за филма „Ne shtepine tone“ (В нашият дом) получава специална награда на филмовия фестивал в Салерно. Автор е общо на 14 сценария за игрални филми и три сценария за документални филми и два за анимационни филми.
Първият му сборник с разкази и новели „Fejesa, televizori, plaku“ (Ангажимент, телевизори, старец) е издаден през 1971 г., а същата година е публикуван и романа му „Vdekja e nje nate ” (Смърт на нощ).
През 1985 г. започва работа като главен редактор на месечното списание „Nentori“ (Ноември), орган на Съюза на писателите и художниците на Албания.
От 20 февруяри 1990 г. е назначен от президента Рамиз Алия за участие в президентския съвет. В периода 1991 – 1996 г. е избран народен представител в Албанския парламент от Социалистическата партия на Албания. В периода 1997 – 2001 г. отново е народен представител от Социалистическата партия, но поради избор в коалиция, избирателната система го прехвърля към Социалдемократическата партия на Албания.
После става главен редактор на вестник „Коха Джоне“, а след това е член на Съвета на директорите в Албанската обществена телевизия. С оставката на председателя на Управителния съвет на телевизията напуска, то остава в активната политика. В периода 2007 – 2015 г. е член на Общинския съвет на Тирана от Социалистическата партия.
След това е председател на Съвета на директорите на Националния център за култура.
Кичо Блуши умира на 8 февруари 2019 г. в Тирана.

## Произведения

### Проза
- Fejesa, televizori, plaku: novelë dhe tregime (1971) – сборник
- Vdekja e nje nate (1971)
- Portreti: tregime e novela (1977) – сборник
- Beni ecën vetë (1979)
- Pajtoni i fundit (1979)
- Vite mbi supe (1984)
- Pengu: tregime e novela (1986) – сборник
- Brezi i lëshuar (1994)

### Пиеси
- Lezja, Gomat me ar (1977)

### Сценарии
- Çifti i Lumtur (1975)
- Beni ecën vetë (1975)
- Tokë e përgjakur (1976)
- Pylli i lirisë (1976)
- Pranverë në Gjirokaster (1978)
- Koncert në vitin 1936 (1978)
- Ne shtepine tone (1979)
- Një natë pa dritë (1981)
- Dita e parë e emërimit (1982)
- Nëntori i dytë (1982)
- Një telegram një këngë (1982) – ТВ филм
- Nxënësit e klasës sime (1984)
- Militanti (1984)
- Gabimi (1986)